# Salto Ángel
El Salto Ángel (en pemón: Kerepakupai vená que significa «salto del lugar más profundo»), también llamado el mundo perdido es la cascada más alta del mundo y la cascada de agua ininterrumpida más alta del mundo, con una altura de 979 m (807 m de caída ininterrumpida), la cifra de altura, 979 m (3212 pies), consiste principalmente en la caída principal, pero también incluye unos 400 metros (1300 pies) de cascada inclinada y rápidos debajo de la caída y una caída de 30 metros de altura (100 pies) aguas abajo del rápidos del astrágalo. Originada en el Auyantepuy, el Salto Ángel cuenta con 4 caídas de agua, 2 permanentes y 2 no permanentes. Está ubicado en el parque nacional Canaima, Estado Bolívar, Venezuela. Es un espacio natural protegido, al ser declarado Parque Nacional el 12 de junio de 1962 y Patrimonio de la Humanidad por la Unesco en 1994, que se extiende sobre un área de más de 30 000 km² (similar a la extensión territorial de Bélgica), hasta la frontera con Brasil y el territorio del Esequibo.
El Salto Ángel también es conocido erróneamente como Churún-Merú (cuando lo correcto en lengua pemona sería Kerepakupai vená, del río Kerepakupai que da origen al salto y el cual es tributario del río Churun), Churum Meru es el nombre que corresponde en realidad al salto del río Churum en el mismo Tepuy, de unos 400 m de altura y a una distancia aproximada de 11 km del Salto Ángel.

## Exploración

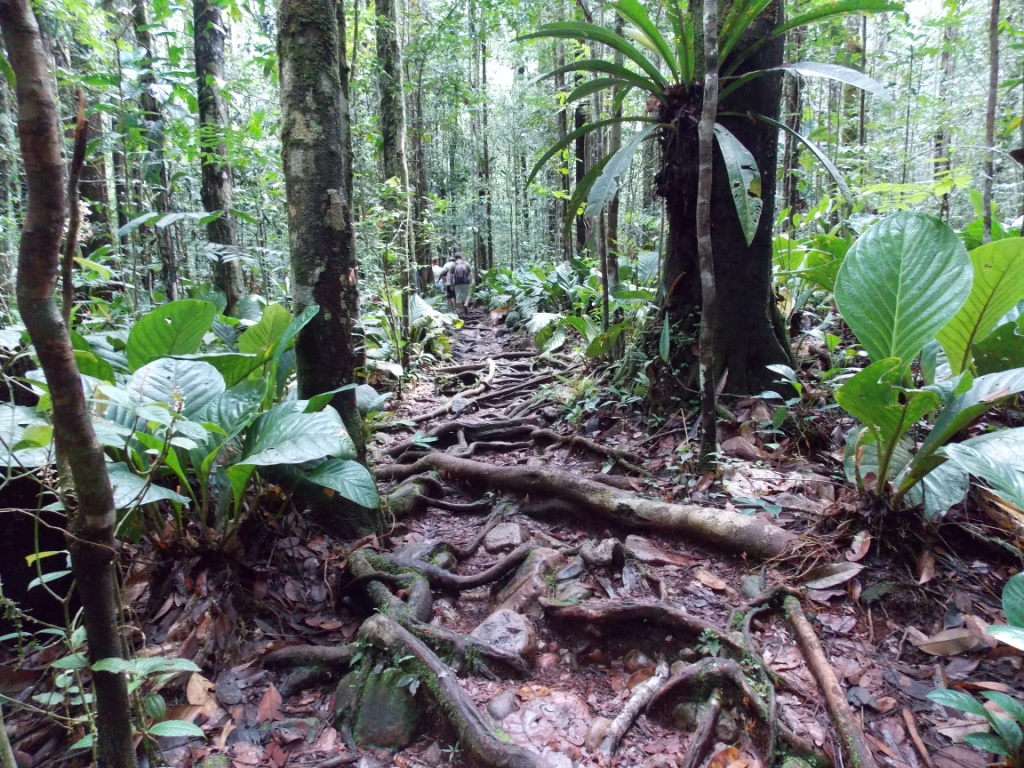
Ascenso hacia el Salto Ángel.

El salto era conocido por los indígenas de la región, quienes le dieron el nombre de Kerepakupai vena. El teniente de la Marina de Guerra venezolana; oriundo de Jajo estado Trujillo, Ernesto Sánchez la Cruz; en misión de explorador en 1910 fue el primero en reportar y documentar el hallazgo, Sánchez La Cruz quedó maravillado ante el imponente salto "que parecía salir del cielo" y elaboró un croquis y describió la zona y la ruta, documentación que entregó a la Casa Blohm de Ciudad Bolívar. La casa Blohm era la casa comercial que llevaba el negocio de importación y exportación de oro y diamantes en Guayana, además de pagar las expediciones. La Casa Blohm a su vez entregó esa información al Inspector General de las Fronteras Orientales y Meridionales del Estado Bolívar donde quedó registrado, sin embargo, algunos adjudican a los exploradores españoles Félix Cardona Puig y Juan María Mundó Freixas, quienes fueron los primeros europeos en divisar el salto en 1927. Los artículos y mapas de Cardona atrajeron la curiosidad y el espíritu de aventura del aviador estadounidense Jimmie Angel, quien se puso en contacto con Cardona para hacer varias visitas al salto en 1937. El 21 de mayo de 1937, Cardona acompañó a James Angel en su vuelo sobre el salto. En septiembre de ese mismo año, Angel insistió en aterrizar en la cima del Auyantepuy, propósito que logró de manera forzada, incrustando la avioneta en el suelo, por lo que Cardona tuvo que realizar el rescate de la tripulación.
El primer explorador extranjero en llegar al río que alimenta las cataratas, en zona habitada por los pemones, fue el letón Aleksandrs Laime, quien escaló el Auyantepui en 1955. Bautizó al río como Gauja, en homenaje al homónimo curso de agua de Letonia, al desconocer el nombre Kerepakupai como lo conocían las tribus indígenas de la etnia Pemon aledañas al Auyentepui. 
Laime fue la primera persona documentada en recorrer el sendero que conduce desde el río Churun a la base de las cataratas. En el camino hay un punto geográfico que suele usarse para fotografiar las caídas, y es llamado "Mirador Laime" en su "honor". Este camino lo recorren ahora la mayoría de los turistas desde el campamento de Isla Ratón.
La altura de las cataratas se determinó por una investigación de la National Geographic Society llevada a cabo por la periodista Ruth Robertson en 1949.
El libro de Lucas Dickinson, Cuatro ángeles, relató el éxito de la primera subida, hecha por ellos, hasta el Auyantepui desde la cara hasta la parte superior de las cataratas.

## Turismo

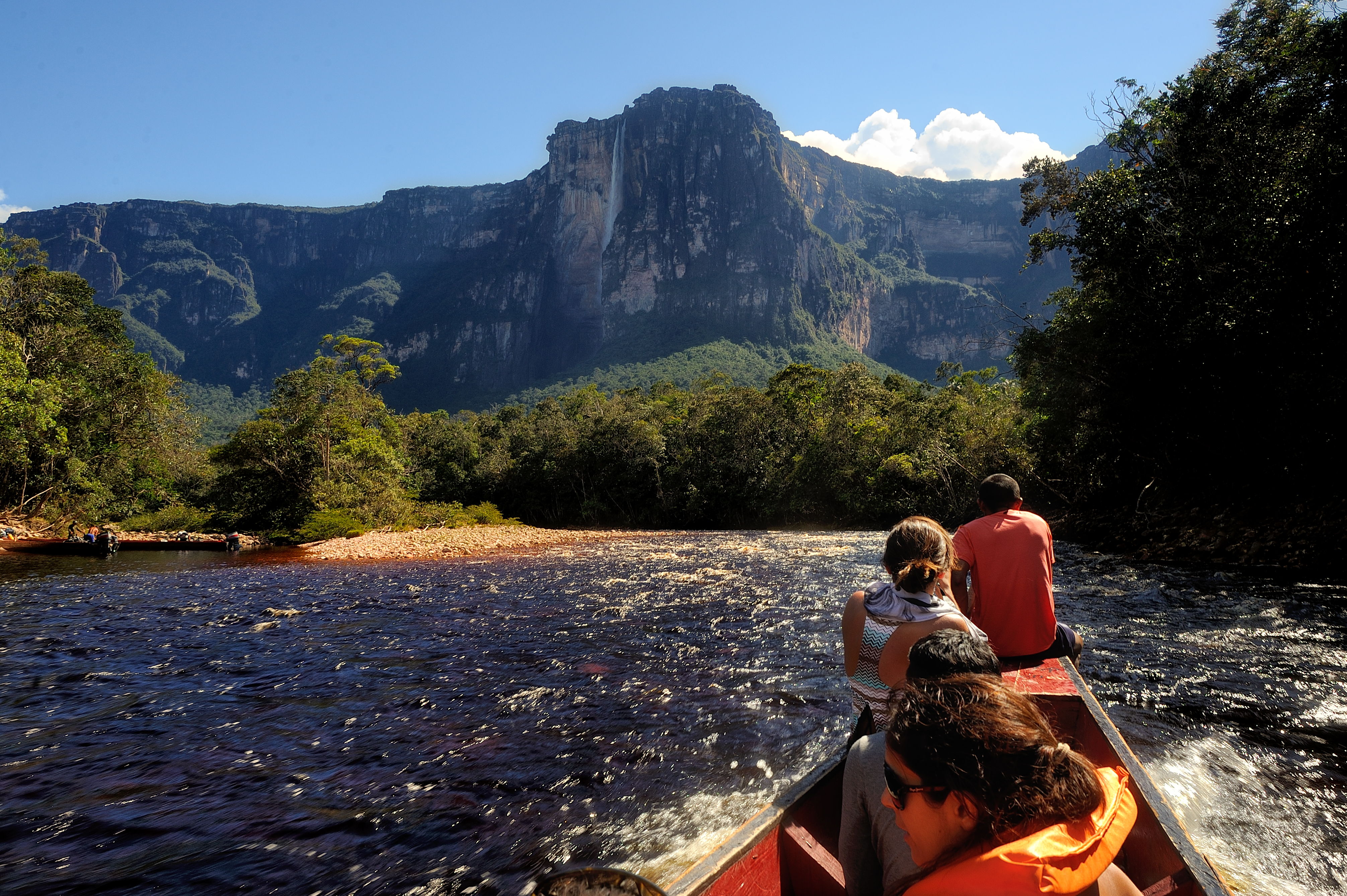
Vista del Salto Ángel desde el río Churún.

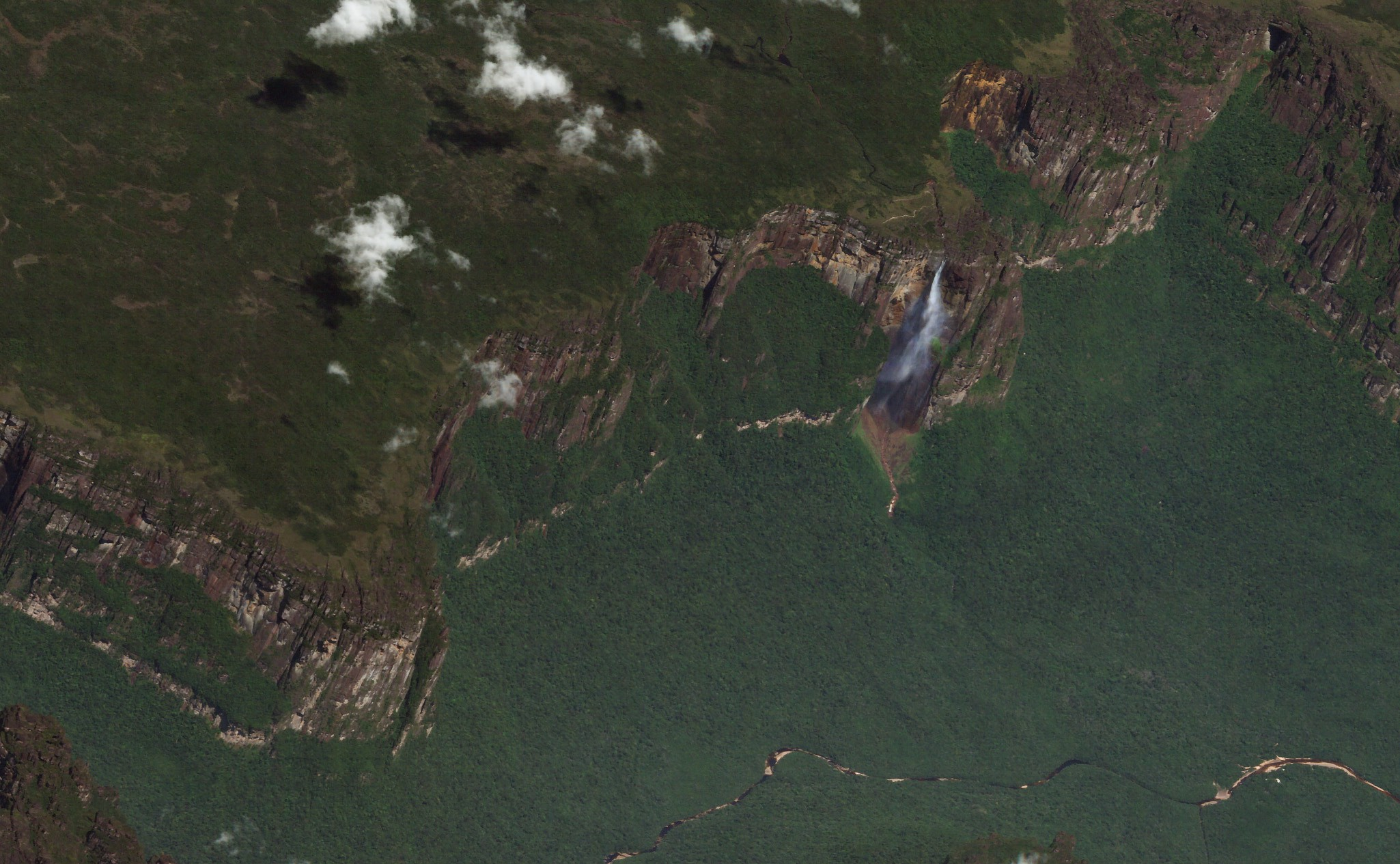
Imagen satelital de la cascada.

El Salto Ángel es una de las mayores atracciones turísticas de Venezuela, pero incluso en la actualidad, un viaje a las cataratas no es un asunto simple, debido a que la zona se encuentra aislada por la espesa selva y los tepuyes hacen peligrosa la navegación aérea. Se puede ir a la región mediante un vuelo en avioneta desde Caracas o Ciudad Bolívar, para llegar a la Comunidad Indígena Pemón Kamarakoto en Canaima y hospedarse en alguno de sus variados campamentos turísticos de su preferencia. Otros turistas prefieren llegar a las cataratas por medios más naturales, cruzando la selva por las vías acuáticas, principalmente por el río Carrao, hasta la base del salto.
En Santa Elena de Uairén, Ciudad Guayana y Ciudad Bolívar hay operadores turísticos que realizan excursiones por agua y aire (en avioneta o helicóptero) para observar el Auyantepuy y sus numerosos saltos de agua. Las excursiones por agua y aire se realizan desde la Comunidad Indígena Pemón Kamarakoto de Canaima y duran unas 13 horas.
Los viajes al Salto Ángel tienen lugar todo el año pero en verano la navegación se complica por el bajo nivel de agua de los ríos, cuando los ríos tienen la profundidad suficiente para soportar las curiaras de madera (canoas) utilizadas por los indígenas de etnia pemón Kamarakoto. Durante la estación seca (de diciembre a marzo) hay menos caudal de agua que lo que se aprecia en algunas fotos. El escurridizo salto no puede ser visto en días nublados, por lo que los visitantes no tienen ninguna garantía de poder verlo en su plenitud.

## En la cultura popular

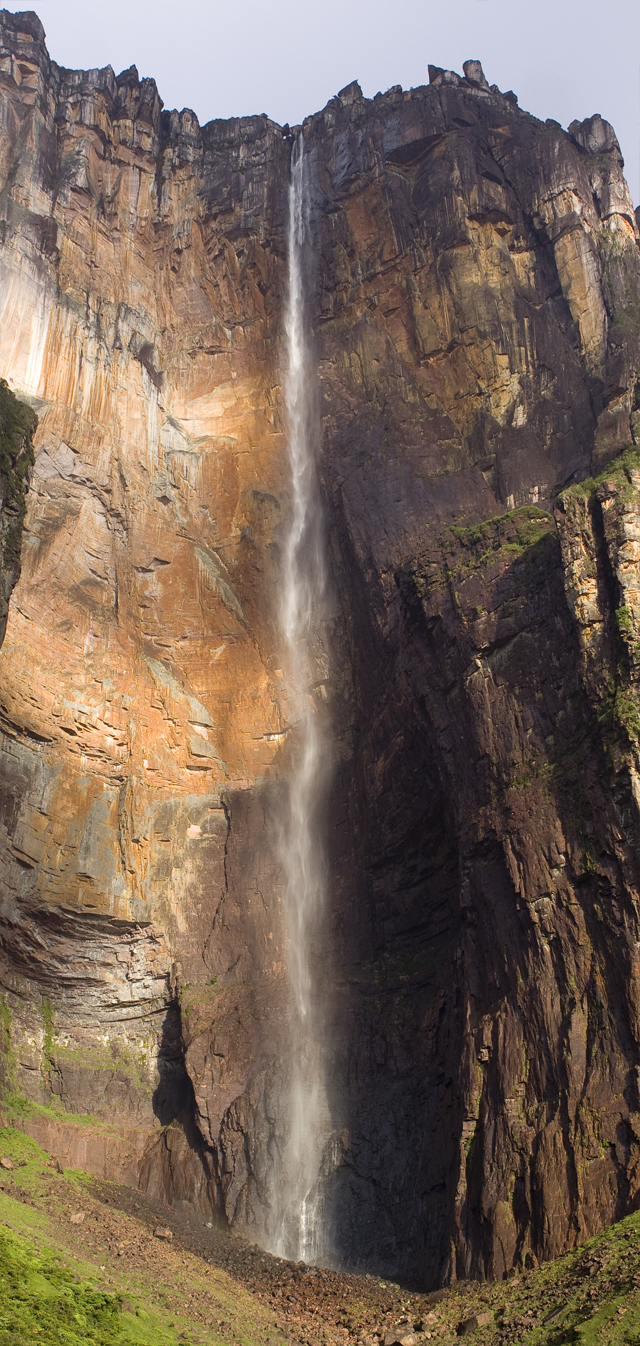
Salto Ángel en la estación seca.

### Cine y televisión
En 1972 el documental Churún Merú producido por Renny Ottolina muestra la primera expedición venezolana en llegar al pie del Salto Ángel en el parque nacional Canaima. Este a su vez fue el primer programa venezolano de televisión  en ser filmado totalmente a color.
La película de 1990 Arachnophobia de Frank Marshall se desarrolló en el Salto Ángel.
El Salto Angel aparece al inicio de la apertura de la telenovela La Traidora producida en 1991 por Marte Televisión
La producción francesa de 1996 Le Jaguar de Francis Bever fue filmada parcialmente en la Gran Sabana.
De la misma manera, en la película del año 1998 Más allá de los sueños, protagonizada por Robin Williams, el Salto Ángel es explícitamente mencionado y mostrado en ella como un sitio único y espectacular, casi de fantasía, donde su protagonista, ya muerto y estando en un hermoso y colorido «más allá» (que muy bien podría ser el «cielo»), salta desde su cima sin hacerse ningún daño.
A su vez, la película de Disney del año 2000 Dinosaurio utilizó imágenes reales del parque nacional Canaima y del Salto Ángel para varias escenas de la película.
El sitio fue usado para el rodaje de la producción cinematográfica de 2002 Dragonfly (El Misterio De La Libélula), protagonizada por Kevin Costner y Joe Morton. La película muestra la relación espiritual del lugar el Salto Ángel con los nativos Yanomamis.
El salto Angel fue la inspiración de la ficticia selva en la película animada estadounidense del año 2009 de Disney Pixar, Up, galardonada con dos premios Óscar, cuando se menciona que la casa debe ponerse en este lugar; en la película es llamado «Paradise Falls» (en español «Salto Paraíso») o («Cataratas del Paraíso») en clara alusión o referencia al Salto Ángel.
En Pokémon, Mew aparece por primera vez en una cascada similar al Salto Ángel, siendo uno de los pocos pokemones en tener como origen América del Sur.
Igualmente gran parte de los paisajes de la ficticia luna Pandora, en la película de ciencia ficción del año 2009 Avatar de James Cameron (premiada con varios Óscar), fueron inspirados por el Salto Ángel, el Auyantepuy y en los paisajes del parque nacional Canaima en general.
En la película en línea narrada por Lowell Thomas, Siete maravillas del mundo (2014), el Salto Ángel fue incluido como una de las siete maravillas.
También fue sitio de filmación de una de las escenas de la nueva versión (estrenada en diciembre de 2015) de la película Point Break, la cual fue protagonizada por Édgar Ramírez y Luke Bracey.

### Literatura
Las novelas «Cielo Verde»  de Folco Quilici (1997) e «Ícaro» (1998) de Alberto Vázquez Figueroa, narran las hazañas del aviador Jimmy Angel y el resto del equipo en su descubrimiento de la catarata.
El libro El Mundo Perdido de Sir Arthur Conan Doyle está inspirado en Venezuela por los Tepuyes y el Monte Roraima.
«Truth or Dare: The Jimmie Angel Story»  es un libro escrito por Jan-Willem de Vries ISBN 9781419673665 donde se detalla el origen de los diferentes nombres del Salto Angel.
La novela Angel Falls de Kathryn Casey publicada en septiembre de 2023; es una historia de ficción histórica inspirada en la vida de Ruth Robertson.